# Wout!
Wout! was een radioprogramma van BNN dat tussen 9 juni 2004 en 1 september 2006 werd gepresenteerd door Wouter van der Goes op 3FM en sidekick Astrid de Jong. Bij afwezigheid werd Van der Goes vervangen door onder andere Sander de Heer.
Elke aflevering werd onder andere Filemon Wesselink als live verslaggever ter plaatse gestuurd. Meestal ging hij naar plaatsen die met nieuws te maken hebben. Lex was de vervanger van Filemon. Voor Filemon werd deze rol korte tijd vervuld door Chris Silos. Iedere maandag was Ali Osram te gast in het programma en op vrijdag deed Sander Lantinga de helpdesk.
Het programma is met ingang van 1 september 2006 beëindigd, omdat Wouter van der Goes is overgestapt naar Q-Music, waar hij programmadirecteur kon worden. Op deze dag begon het nieuwe programma Coen en Sander Show met Coen Swijnenberg en Sander Lantinga.
Huidige programma's: Domien (NPO 3FM) · Eva (NPO 3FM) · Eva en Giel (NPO 3FM) · Franks feestje (NPO 3FM) · Harm dB (NPO 3FM) · Nachtbrakers (NPO Radio 1)  · De Overnachting (NPO Radio 1) · Sanderdome (NPO 3FM) · Slapen is voor Losers! (NPO 3FM) · Start (NPO Radio 1) · That's Live (NPO 3FM) · Thijs (NPO 3FM) · De Weekendshow (NPO Radio 2) · De Wereld van BNN (NPO Radio 1)
Voormalige programma's: @Work · Alle 40 goed! · BNN Today · Coen en Sander Show · Club Ajouad · CroisSanderShow · Dit is Domien · Het Huis Van De Heer · Live vanuit Klazienaveen · Klaarwakker Kristel · Muijs In Het Huis · Open Radio met Timur en Rámon · Het Platenpaleis · Rámon, met een streepje op de A · ruuddewild.nl · Sanderdaynight · Tiësto's Club Life · Timur · Vrij · Wout! · Zoëyzo